# El Salitre, Susupuato
El Salitre är en ort i Mexiko.   Den ligger i kommunen Susupuato och delstaten Michoacán de Ocampo, i den södra delen av landet, 140 km väster om huvudstaden Mexico City. El Salitre ligger 952 meter över havet och antalet invånare är 199.
Terrängen runt El Salitre är kuperad. Runt El Salitre är det ganska glesbefolkat, med 36 invånare per kvadratkilometer. Närmaste större samhälle är Ixtapan del Oro, 18,7 km nordost om El Salitre. I omgivningarna runt El Salitre växer huvudsakligen savannskog.